# Ditmar Biçaj
Ditmar Biçaj (Tirana, 26 febbraio 1989) è un allenatore di calcio ed ex calciatore albanese, di ruolo difensore, tecnico del Burreli.

## Caratteristiche tecniche
Gioca nel ruolo di difensore centrale.

## Carriera

### Club

#### Dinamo Tirana
È cresciuto nella Dinamo Tirana, dove ha giocato solo per una stagione, la 2007-2008.

#### Besalica Petrič
Il 1º luglio 2008 passa alla squadra bulgara del Belasica Petrič, squadra militante nella massima serie del campionato bulgaro, per 200.000 euro. Qui vi rimane solo un anno, prima di fare ritorno in Albania.

#### Tirana e Skënderbeu
Ritorna in Albania, sempre a Tirana, ma questa volta al Tirana. Il 1º luglio 2010 passa allo Skënderbeu, squadra con la quale ha conquistato 3 campionati e una Supercoppa.

### Nazionale
Ha esordito con la Nazionale albanese Under-21 a 20 anni, nella partita amichevole del 28 marzo 2009 tra Albania-Scozia Under-21, terminata 0 a 1 per gli scozzesi.
Ha esordito con la Nazionale maggiore invece nel 2010.

## Statistiche

### Presenze e reti nei club
Statistiche aggiornate al 1º settembre 2019.
| Stagione             | Squadra              | Campionato           | Campionato | Campionato | Coppe nazionali | Coppe nazionali | Coppe nazionali | Coppe continentali | Coppe continentali | Coppe continentali | Altre coppe | Altre coppe | Altre coppe | Totale | Totale |
| Stagione             | Squadra              | Comp                 | Pres       | Reti       | Comp            | Pres            | Reti            | Comp               | Pres               | Reti               | Comp        | Pres        | Reti        | Pres   | Reti   |
| -------------------- | -------------------- | -------------------- | ---------- | ---------- | --------------- | --------------- | --------------- | ------------------ | ------------------ | ------------------ | ----------- | ----------- | ----------- | ------ | ------ |
| 2006-2007            | Dinamo Tirana        | KS                   | 1          | 0          | CA              | 0               | 0               | -                  | -                  | -                  | -           | -           | -           | 1      | 0      |
| 2007-2008            | Dinamo Tirana        | KS                   | 0          | 0          | CA              | 0               | 0               | -                  | -                  | -                  | -           | -           | -           | 0      | 0      |
| Totale Dinamo Tirana | Totale Dinamo Tirana | Totale Dinamo Tirana | 1          | 0          |                 | 0               | 0               |                    | -                  | -                  |             | -           | -           | 1      | 0      |
| 2008-2009            | Belasica Petrič      | A                    | 20         | 1          | CB              | 0               | 0               | -                  | -                  | -                  | -           | -           | -           | 20     | 1      |
| 2009-2010            | Tirana               | KS                   | 14         | 0          | CA              | 3               | 0               | UCL                | 0                  | 0                  | SA          | 0           | 0           | 17     | 0      |
| lug. 2010            | Tirana               | KS                   | 0          | 0          | CA              | 0               | 0               | UEL                | 1                  | 0                  | -           | -           | -           | 1      | 0      |
| Totale Tirana        | Totale Tirana        | Totale Tirana        | 14         | 0          |                 | 3               | 0               |                    | 1                  | 0                  |             | 0           | 0           | 18     | 0      |
| 2010-2011            | Skënderbeu           | KS                   | 23         | 0          | CA              | 3               | 0               | -                  | -                  | -                  | -           | -           | -           | 26     | 0      |
| 2011-2012            | Skënderbeu           | KS                   | 19         | 0          | CA              | 8               | 0               | UCL                | 2                  | 0                  | SA          | 1           | 0           | 30     | 0      |
| 2012-2013            | Skënderbeu           | KS                   | 24         | 5          | CA              | 7               | 1               | UCL                | 2                  | 0                  | SA          | 1           | 0           | 34     | 6      |
| 2013-2014            | Skënderbeu           | KS                   | 27         | 1          | CA              | 7               | 0               | UCL+UEL            | 0+2                | 0                  | SA          | 1           | 0           | 37     | 1      |
| Totale Skënderbeu    | Totale Skënderbeu    | Totale Skënderbeu    | 93         | 6          |                 | 25              | 1               |                    | 6                  | 0                  |             | 3           | 0           | 127    | 7      |
| lug. 2014            | Kukësi               | KS                   | 0          | 0          | CA              | 0               | 0               | UEL                | 2                  | 0                  | -           | -           | -           | 2      | 0      |
| 2014-gen. 2015       | Tractor Sazi         | PL                   | 10         | 1          | CI              | 0               | 0               | AFC                | 0                  | 0                  | -           | -           | -           | 10     | 1      |
| 2015-2016            | Partizani Tirana     | KS                   | 23         | 1          | CA              | 1               | 0               | UEL                | 2                  | 0                  | -           | -           | -           | 26     | 1      |
| 2016-2017            | Vllaznia             | KS                   | 29         | 0          | CA              | 4               | 0               | -                  | -                  | -                  | -           | -           | -           | 33     | 0      |
| 2017-2018            | Flamurtari Valona    | KS                   | 25         | 3          | CA              | 5               | 0               | -                  | -                  | -                  | -           | -           | -           | 30     | 3      |
| 2018-2019            | Teuta                | KS                   | 26         | 3          | CA              | 4               | 0               | -                  | -                  | -                  | -           | -           | -           | 30     | 3      |
| 2019-2020            | Bylis Ballsh         | KS                   | 3          | 0          | CA              | 0               | 0               | -                  | -                  | -                  | -           | -           | -           | 3      | 0      |
| Totale carriera      | Totale carriera      | Totale carriera      | 244        | 15         |                 | 42              | 1               |                    | 11                 | 0                  |             | 3           | 0           | 300    | 16     |

### Cronologia presenze e reti in Nazionale
| Cronologia completa delle presenze e delle reti in nazionale ― Albania | Cronologia completa delle presenze e delle reti in nazionale ― Albania | Cronologia completa delle presenze e delle reti in nazionale ― Albania | Cronologia completa delle presenze e delle reti in nazionale ― Albania | Cronologia completa delle presenze e delle reti in nazionale ― Albania | Cronologia completa delle presenze e delle reti in nazionale ― Albania | Cronologia completa delle presenze e delle reti in nazionale ― Albania | Cronologia completa delle presenze e delle reti in nazionale ― Albania |
| Data                                                                   | Città                                                                  | In casa                                                                | Risultato                                                              | Ospiti                                                                 | Competizione                                                           | Reti                                                                   | Note                                                                   |
| ---------------------------------------------------------------------- | ---------------------------------------------------------------------- | ---------------------------------------------------------------------- | ---------------------------------------------------------------------- | ---------------------------------------------------------------------- | ---------------------------------------------------------------------- | ---------------------------------------------------------------------- | ---------------------------------------------------------------------- |
| 2-6-2010                                                               | Tirana                                                                 | Albania                                                                | 1 – 0                                                                  | Andorra                                                                | Amichevole                                                             | -                                                                      | 88’                                                                    |
| Totale                                                                 |                                                                        | Presenze                                                               | 1                                                                      |                                                                        | Reti                                                                   | 0                                                                      |                                                                        |

## Palmarès

### Club

#### Competizioni nazionali
- Campionato albanese: 5

Dinamo Tirana: 2007-2008
Skënderbeu: 2010-2011, 2011-2012, 2012-2013, 2013-2014
- Supercoppa d'Albania: 1

Skënderbeu: 2013